# Czupernosów
Czupernosów – wieś na Ukrainie w rejonie lwowskim (wcześniej w rejonie przemyślańskim) należącym do obwodu lwowskiego.

## Położenie
Na podstawie Słownika geograficznego Królestwa Polskiego i innych krajów słowiańskich: Czupernosów to wieś w powiecie przemyślańskim, 3 km na południowy zachód od Przemyślan.

## Historia
W 1921 wieś liczyła 53 zagrody i 337 mieszkańców, w tym 165 Ukraińców, 167 Polaków i 5 Żydów. W 1931 zagród było 74 a mieszkańców 447.
Dwie osoby narodowości polskiej zamordowali nacjonaliści ukraińscy w 1944.